# Gun City
Pour plus de détails, voir Fiche technique et Distribution.
Gun City (La sombra de la ley) est un film policier espagnol réalisé par Dani de la Torre, sorti en 2018.

## Synopsis
Barcelone, 1921. Peu de temps avant le régime autoritaire qui s'emparera du pays, l'Espagne est en crise et de nombreuses villes sont en proie au chaos à cause des affrontements entre hommes armés, voyous, anarchistes et policiers corrompus. Alors qu'un train militaire de marchandises transportant des armes entre en gare de Barcelone, il est aussitôt attaqué et pillé par des hommes armés. Venu de Madrid, le flic Aníbal Uriarte, ancien militaire, arrive en ville pour collaborer avec la police locale et arrêter les auteurs du vol. Alors que la violence s'étend à tout le pays, Uriarte ne trouve pas beaucoup de soutien parmi ses pairs qui le choquent par leurs méthodes illégales et expéditives pour interroger les anarchistes accusés de l'attaque du train. Dans un pays déchiré où la mafia locale et les syndicats se mobilisent, représentés par un certain Salvador Ortiz et sa fille féministe Sara, Uriarte tente à tout prix de retrouver les armes dérobées pour empêcher un possible coup d'état et un massacre général.

## Fiche technique
- Titre : Gun City
- Titre original : La sombra de la ley
- Réalisation : Dani de la Torre
- Scénario : Patxi Amezcua
- Montage : Jorge Coira
- Musique : Xavier Font et Manuel Riveiro
- Photographie : Josu Inchaustegui
- Production : Mercedes Gamero, Mikel Lejarza et Borja Pena
- Sociétés de production : Atresmedia Cine
- Pays d'origine :  Espagne
- Langue originale : espagnol
- Format : couleur
- Genre : film policier
- Durée : 126 minutes
- Dates de sortie : 
  -  Espagne : 11 octobre 2018
  -  France : 21 novembre 2018 (diffusion sur Canal + Cinéma ; Netflix)

## Distribution
- Luis Tosar (VF : Julien Chatelet) : Aníbal Uriarte
- Michelle Jenner (VF : Marie Tirmont) : Sara
- Vicente Romero (VF : Gilles Morvan) : l'inspecteur Rediú
- Manolo Solo (VF : Mathieu Buscatto) : le Baron
- Paco Tous (VF : Achille Orsoni) : Salvador Ortiz
- Jaime Lorente (VF : Pascal Nowak) : León
- Pep Tosar : le commissaire Verdaguer
- Ernesto Alterio (VF : Patrice Dozier) : Tísico
- Adriana Torrebejano : Lola
- José Manuel Poga : Mallorquín
- Fredi Leis : Beltrán
- William Miller : García Serrano
- Albert Pérez : Manco
- Ricardo de Barreiro : Jefe de Turno
- Paula del Río : Elisa
- Paula Morado : la mère d'Elisa
- Laura Nuñez : Niña

 Source et légende : version française (VF) sur RS Doublage et le carton de doublage français.

## Distinctions

### Récompenses
- Goyas 2019[2],[3]:
  - Prix Goya de la meilleure photographie pour Josu Incháustegui.
  - Prix Goya de la meilleure direction artistique pour Juan Pedro de Gaspar.
  - Prix Goya des meilleurs costumes pour Clara Bilbao.